# Irina Borissowna Gumenjuk

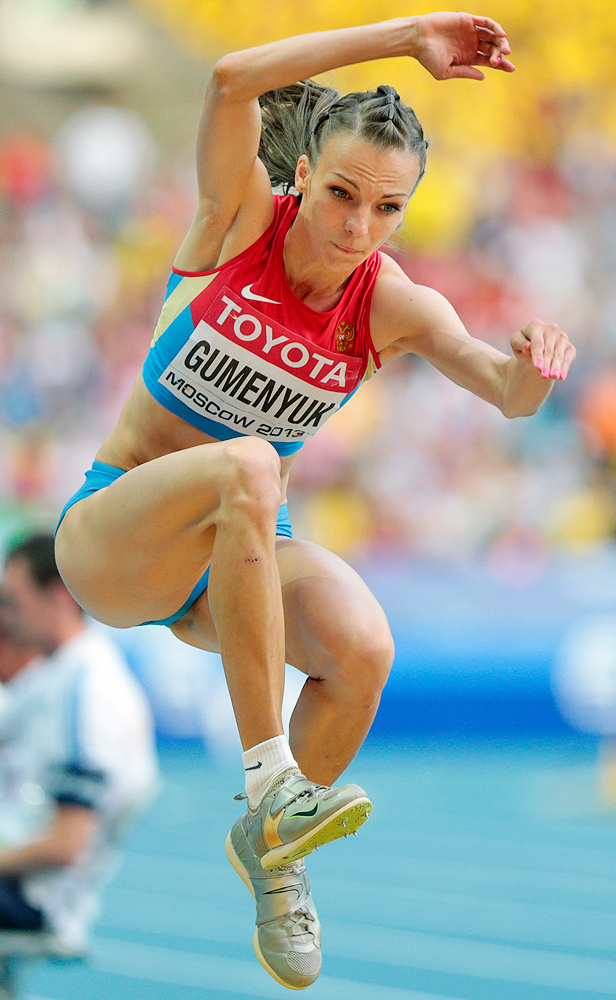
Irina Gumenjuk bei den Weltmeisterschaften 2013

Irina Borissowna Gumenjuk (russisch Ирина Борисовна Гуменюк, engl. Transkription Irina Gumenyuk; * 6. Januar 1988) ist eine russische Dreispringerin.
2013 gewann sie Silber bei den Halleneuropameisterschaften in Göteborg und wurde Achte bei den Weltmeisterschaften in Moskau.
Bei den Europameisterschaften 2014 in Zürich holte sie Bronze.

## Persönliche Bestleistungen
- Weitsprung: 6,38 m, 31. Mai 2011, Sankt Petersburg
- Dreisprung: 14,58 m, 16. Juni 2013, Jerino
  - Halle: 14,48 m, 6. Januar 2013, Sankt Petersburg